# 18-й стрелковый полк
18-й стрелковый полк, Восемнадцатый стрелковый полк — стрелковое формирование Русской императорской армии, образованное 26 июля 1841 года, как 4-й армейский стрелковый батальон.
Полковой праздник — 26 июля. Старшинство по состоянию на 1914 год: 26 июля 1841 года.

## Дислокации
Воинская часть дислоцировалась на:
- 1873 год — Вильна, Виленский военный округ;
- 1888 — 1890 гогды — Кальвария[2].
- 1899 — 1914 годы — Сувалки, Виленский военный округ.

## История
Воинская часть сформирована 26 июля 1841 года из лучших стрелков полков 4-го пехотного корпуса и наименована 4-м стрелковым батальоном.
14 августа 1843 года перечислен в состав Отдельного Кавказского корпуса и наименован Кавказским стрелковым батальоном, однако на Кавказ отправлен не был.
14 ноября 1843 года перечислен в состав 1-го пехотного корпуса и наименован 1-м стрелковым батальоном.
6 декабря 1856 года батальон причислен в качестве 1-го армейского стрелкового батальона к 1-й пехотной дивизии.
18 марта 1857 года вновь наименован 1-м стрелковым батальоном, продолжая оставаться в составе 1-й пехотной дивизии.
В 1863—1864 годах в составе 1-й пехотной дивизии батальон принимал участие в подавлении польского восстания.
20 октября 1864 года в ознаменовании монаршего благоволения пожаловано простое знамя без надписи.
31 августа 1870 года формирование переведено в состав вновь сформированной 5-й стрелковой бригады, став 18-м стрелковым батальоном.
31 декабря 1888 года переформирован в полк двухбатальонного состава и наименован 18-м стрелковым полком.
В 1900 году морем направлен на Дальний Восток, но в боевых действиях активного участия не принимал.
В 1904—1905 годах участвовал в русско-японской войне, в сражениях под Сандепу и Мукденом (где отличился, штыковой атакой прорвав ночью окружение на подступах к вокзалу).
Весной 1905 года развёрнут в четырёхбатальонный состав. В 1906 году вновь сведён в состав двух батальонов. 12 ноября 1906 года пожалованы знаки нагрудные для офицеров и головные для нижних чинов с надписью «За Янсытунь 19—23 февраля 1905 года».
На июль 1915 года, входя в состав 5-й стрелковой бригады, полк участвовал в Митаво-Шавельской операции.
В 1916–1917 годах полк принимал участие в обороне Червищенского плацдарма.

## Знаки отличия полка к 1914 году
- Простое знамя без надписи, пожалованное в 1864 году
- Знаки нагрудные для офицеров и головные для нижних чинов с надписью «За Янсытунь 19—23 февраля 1905 года»

## Командиры
- хх.хх.хххх — 04.08.1843 — подполковник Кинович, Павел Петрович
- 04.08.1843 — 16.06.1850 — майор (с 23.01.1844 подполковник, с 02.04.1850 полковник) Ган, Александр Фёдорович
- 16.06.1850 — 28.01.1855 — майор (с 17.10.1854 подполковник) Крок, Бенгт Августович
- 28.01.1855 — 01.01.1857 — майор (с 06.12.1856 подполковник) Клодт фон Юргенсбург, Яков Яковлевич
- 01.01.1857 — 02.10.1862 — подполковник (с 02.02.1860 полковник) Балбеков, Алексей Алексеевич
- 02.10.1862 — 27.02.1864 — полковник Божерянов, Александр Михайлович
- 27.02.1864 — 03.06.1872 — майор (с 01.02.1865 подполковник, с 11.01.1869 полковник) Коммисаров, Степан Елизарович
- 03.06.1872 — 01.06.1878 — подполковник (с 08.06.1876 полковник) Тихоцкий (Тикоцкий), Бернт (Борис) Михайлович
- 01.06.1878 — 05.10.1892[7] — подполковник (с 13.05.1882 полковник) Борисоглебский, Егор Васильевич[2]
- 29.10.1892 — 12.07.1899 — полковник Зернец, Николай Андреевич
- 11.08.1899 — 05.05.1900 — полковник Сербский, Николай Саввич
- 06.07.1900 — 07.08.1900[8] — полковник Римский-Корсаков, Николай Иванович
- 07.08.1900 — 03.03.1901 — полковник Савич, Сергей Фёдорович
- 03.03.1901 — 27.05.1902 — полковник Лессер, Адольф Адольфович
- 16.07.1902 — 19.06.1905 — полковник Юденич, Николай Николаевич
- 01.09.1905 — 04.10.1907 — полковник Фотенгауер, Иван Александрович
- 04.10.1907 — 16.07.1910 — полковник Иосиф Людвигович Шамота[пол.]
- 16.07.1910 — 06.12.1914 — полковник Фёдоров, Дмитрий Яковлевич
- 29.12.1914 — 30.04.1915[9] — полковник Краевич, Николай Николаевич
- 18.05.1915 — 27.07.1915 — полковник Венгржановский, Семён Андреевич
- 27.07.1915 — 19.02.1917 — полковник Баранов, Дмитрий Максимович
- 21.03.1917 — хх.03.1917[10] — полковник Штанков, Василий Константинович
- 26.04.1917 — 28.04.1917 — полковник Гульковиус, Константин Константинович
- 20.05.1917 — после 11.10.1917 — полковник Кавелин, Александр Александрович

## Знаки различия
| Описание     | Знаки различия (1904—1909 гг.) | Знаки различия (1904—1909 гг.) | Знаки различия (1904—1909 гг.) | Знаки различия (1904—1909 гг.) | Знаки различия (1904—1909 гг.) | Знаки различия (1904—1909 гг.) | Знаки различия (1904—1909 гг.) |
| ------------ | ------------------------------ | ------------------------------ | ------------------------------ | ------------------------------ | ------------------------------ | ------------------------------ | ------------------------------ |
|              |                                |                                |                                |                                |                                |                                |                                |
| Погоны       |                                |                                |                                |                                |                                |                                |                                |
|              |                                |                                |                                |                                |                                |                                |                                |
| Чин / звание | Полковник                      | Подполко́вник                   | Капитан                        | Штабс-капитан                  | Пору́чик                        | Подпору́чик                     | Пра́порщик                      |
| Группа       | Штаб-офицеры                   | Штаб-офицеры                   | Обер-офицеры                   | Обер-офицеры                   | Обер-офицеры                   | Обер-офицеры                   | Обер-офицеры                   |

|                 |               |                      |                      |          |         |
| Погоны          |               |                      |                      |          |         |
|                 |               |                      |                      |          |         |
| Воинское звание | Фельдфебель   | Старший унтер-офицер | Младший унтер-офицер | Ефрейтор | Стрелок |
| Группа          | Унтер-офицеры | Унтер-офицеры        | Унтер-офицеры        | Рядовые  | Рядовые |

## Люди связанные с полком
- Гужавин, Василий Андреевич (1897—19??) — советский военачальник, полковник (1940). В 1916-1917 гг.  служил в полку младшим офицером.